# خيول مارلي

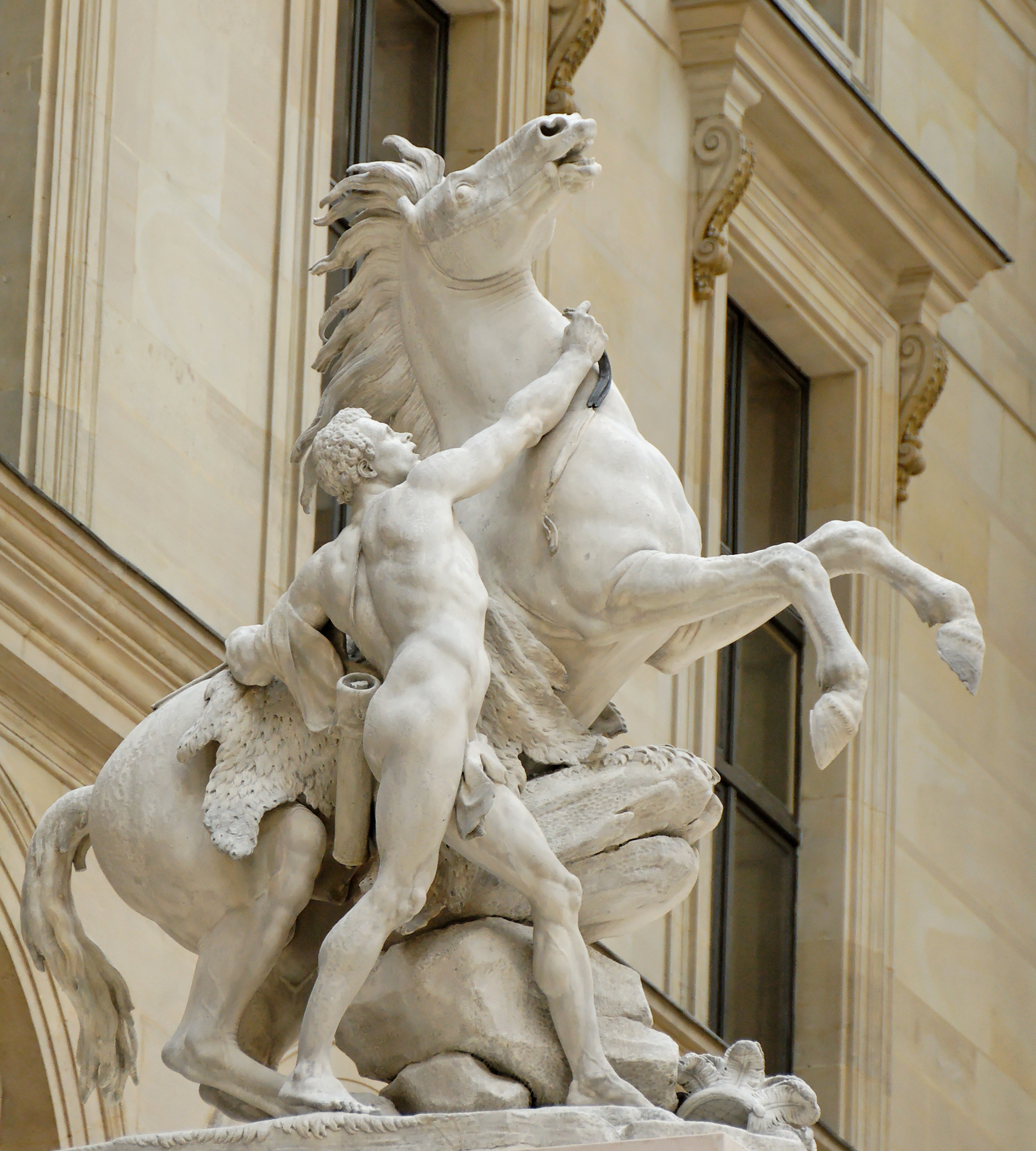

خيول مارلي هما مجموعتان منحوتتان من رخام كارارا، من عامي 1743 و1745، من إبداع غيوم كوستو، تُظهران حصانين يربّيان مع سائسهما. كُلّف لويس الخامس عشر ملك فرنسا بصنعهما لوضعهما في حوض مدخل قصر مارلي. كانت هذه آخر أعمال كوستو، وكان من المقرر أن تحل محل مجموعتين منحوتتين أخريين، هما عطارد على بيغاسوس وبيغاسوس، شهرة الخيول، وكلاهما من تصميم أنطوان كويسيفوكس، واللتان نُقلتا إلى حدائق التويلري عام 1719. 
اختار لويس الخامس عشر النماذج في عام 1743 وأُنجزت المنحوتات بالحجم الكامل في عامين فقط، ونُصبت في مارلي عام 1745. وقد حققت نجاحًا باهرًا في إعادة إنتاجها، لا سيما على نطاق أصغر، وعكست هوس ثيودور جيريكولت وغيره من الفنانين الرومانسيين استُخدمت خيول مارلي لاحقًا كعنصر رئيسي لبطاقة اختبار الإذاعة والتلفزيون الفرنسي أحادية اللون المكونة من 819 سطرًا  والتي استُخدمت على تي أف 1 من عام 1953 حتى عام 1983. 
نُقلت المنحوتات الأصلية إلى ساحة الكونكورد في باريس عام 1794، ورممها لويس دينيس كايويت (1790-1868) عام 1840. وفي عام 1984، خلصت التحقيقات إلى أن العروض العسكرية السنوية في 14 يوليو تُلحق الضرر بالمنحوتات، فاستبدلت بنسخ رخامية أنتجها ميشيل بوربون في استوديو إحدى الشركات التابعة لشركة بويج. كما حصلت الأخيرة على نسخة إضافية، وُضعت في المبنى الاجتماعي لشركة بويج. نُقلت المنحوتات الأصلية إلى فناء سابق في جناح ريشيليو بمتحف اللوفر، والذي أُعيدت تسميته إلى "كور مارلي" تكريمًا لها، بينما نُقلت نسختا بوربون الرئيسيتان إلى الموقع الأول للمنحوتات الأصلية بالقرب من حوض مارلي، وأشرف على العمل المهندس المعماري سيرج ماسيل.

## معرض الصور

القوالب المثبتة في قلعة مارلي
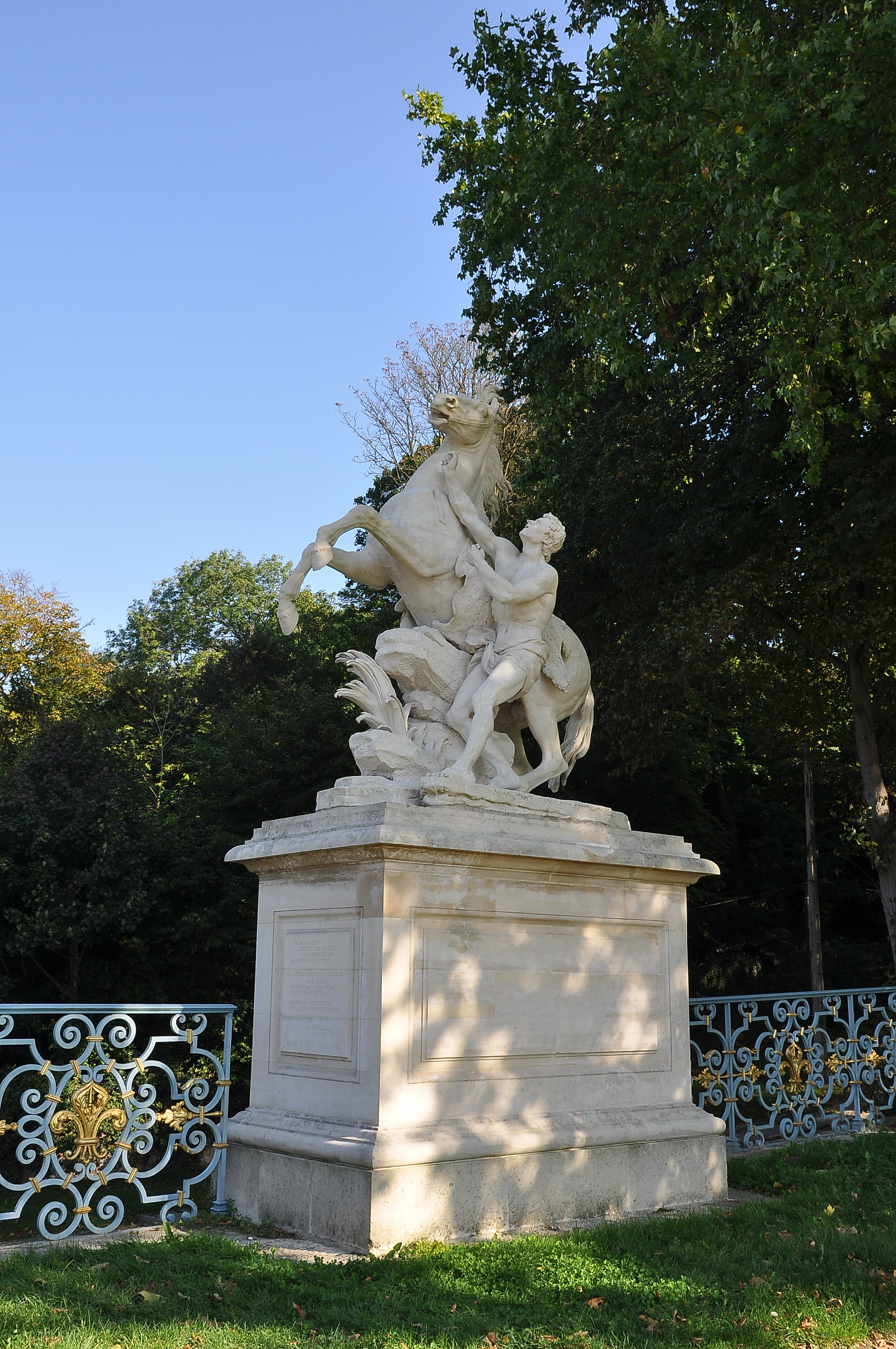
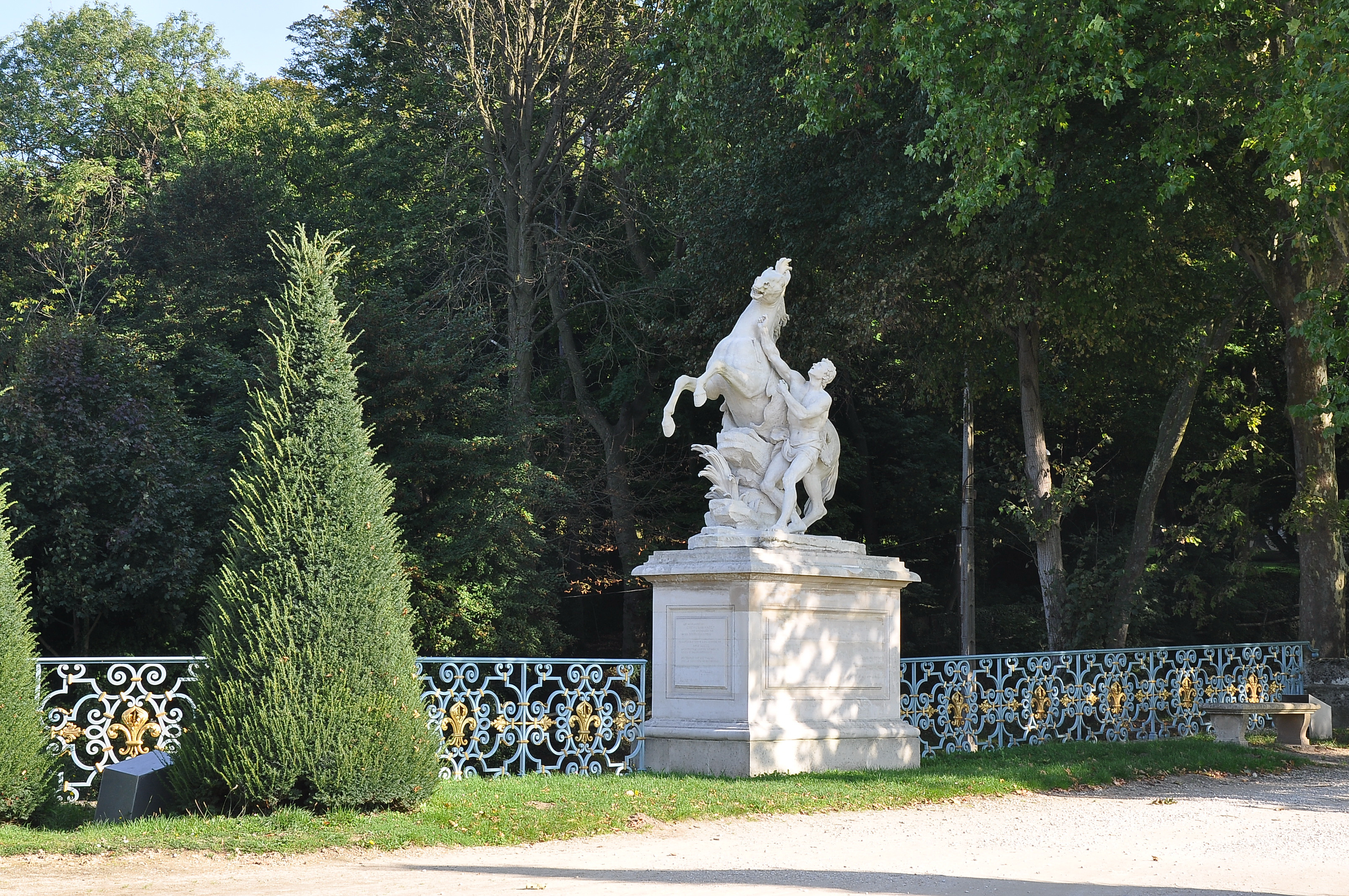

في الشانزليزيه
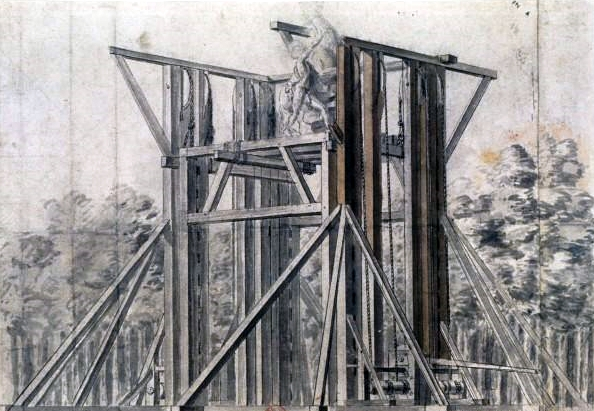
تنصيب خيول مارلي في الشانزليزيه في عام 1794.
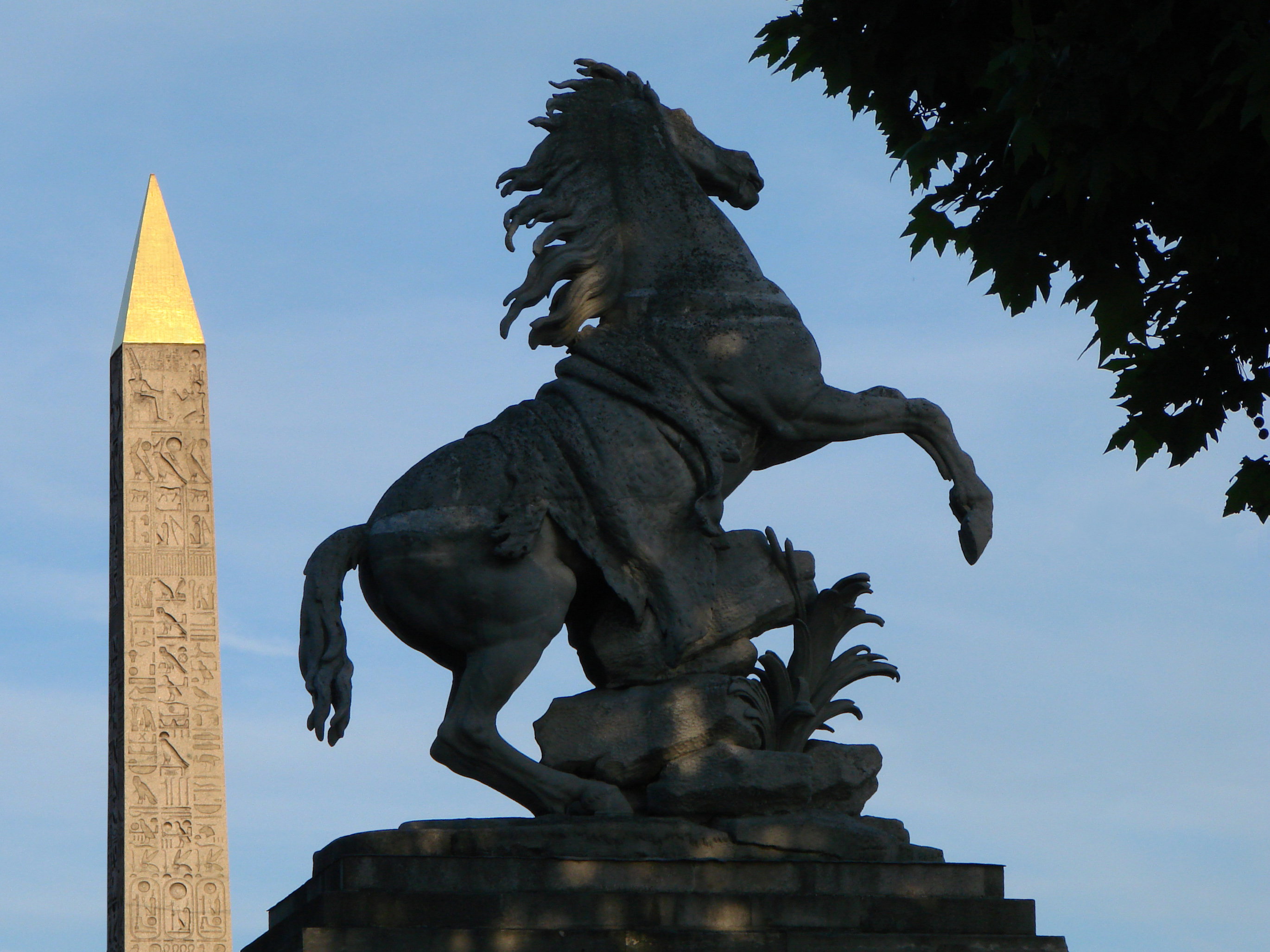
نسخة من الأصل بعد نقلها إلى متحف اللوفر.